# Naftikós Ómilos Vouliagménis
Le Naftikos Omilos Vouliagménis (Ναυτικός Όμιλος Βουλιαγμένης, NOB), est un club grec de sports nautiques, fondé en 1937 à Vouliagmeni, sur le littoral au sud d'Athènes.
Ses sections de water-polo féminin et masculin sont régulièrement championnes de Grèce depuis les années 1990, avec également des titres européens.

## Historique
Le Naftikós Ómilos Vouliagménis est fondé en février 1937 dans le but de pratiquer des sports aquatiques. Il organise sa première compétition de natation sportive dans la baie en 1939.
Avec la Seconde Guerre mondiale et jusqu'en novembre 1946, le club cesse ses activités : la côte étant une zone minée. De plus, il donne l'ensemble de ses fonds à l'effort de guerre.
À partir de février 1948, le club et l'État grec négocient sur l'usage du bord de mer où le club est toujours installé. Les aménagements de la plage sont construits progressivement dans les années 1950, autant de protection (jetée) que sportif (une piscine flottante).
La première piscine de vingt-cinq mètres est construite en 1966. Celle de cinquante mètres est inaugurée en 1975 et devient utilisable toute l'année en 1989. En 1979, le NOB se diversifie dans le nautisme.

## Sports pratiqués
La première compétition de natation sportive organisée par le club a lieu en 1939 dès l'origine du NOB.
En 1959, une section de ski nautique est créée, plaçant trois pratiquants à la compétition européenne à Montreux, en 1962. En 1963, Giannis Thomas devient champion du monde à Vichy.
L'introduction du nautisme en 1979 conduit le club à organiser les épreuves de voiles des Jeux méditerranéens de 1991. Aux Jeux olympiques de 1996, un planchiste du NOB, Nikos Kaklamanakis, gagne la première médaille d'or du club.
En water-polo, le premier joueur du club à participer aux Jeux olympiques d'été est Giannis Giannouris pour les jeux de 1980 à Moscou. En 1991, les équipes féminines et masculines remportent leurs premiers championnats nationaux respectifs. Au cours des années 1990, les messieurs gagnent trois titres pour quatre pour les dames des années 1990. Les deux équipes sont inscrites une fois chacune au palmarès de la seconde coupe européenne des clubs ; les dames remportent également deux fois de suite la coupe d'Europe des champions en 2009 et 2010.
Cinq poloïstes du club appartiennent à la sélection féminine grecque qui finit avec une médaille d'argent aux Jeux olympiques de 2004, au début d'une période de quatre titres de championnes de Grèce, de deux coupes d'Europe des clubs champions et deux supercoupes européennes en 2009 et 2010.

## Palmarès

### Palmarès du water-polo féminin
- 2 supercoupes d'Europe : 2009[5] et 2010[6].
- 2 coupes d'Europe des champions : 2009[7] et 2010[4].
- 1 trophée LEN : 2003.
- 10 titres de champion de Grèce : 1991, 1993, 1994, 1997, 2003, 2005, 2006, 2007, 2010[8] et 2012[9].

### Palmarès du water-polo masculin
- 1 coupe d'Europe des vainqueurs de coupe : 1997.
- 4 titres de champion de Grèce : 1991, 1997, 1998 et 2012[10].
- 2 coupe de Grèce : 1996 et 1999.